# Pierre Convert
Pour les articles homonymes, voir Convert.
Pierre Convert, né le 27 juin 1922 à Saint-Étienne-du-Bois (Ain) et mort fusillé le 12 juillet 1944 à Maillat, est un résistant français des maquis de l'Ain et du Haut-Jura, reconnu Juste parmi les nations en 2013. Il est enterré au cimetière communal de Saint-Étienne-du-Bois.

## Biographie
Étudiant en médecine, il participe à des activités de résistance dans l'Ain au sein des maquis de l'Ain et du Haut-Jura. Il participe à sauver Lisa Chiche (née Jacubowicz), Léopold Jacubowicz et Filip Jacubowicz, ce qui conduira à sa nomination (2010) puis à la reconnaissance de son statut de Juste parmi les nations (2013),,.

## Hommages
En octobre 2014, l'ancienne place de la poste à Saint-Étienne-du-Bois, située devant sa maison natale, est renommée « place Pierre-Convert » (osm).
Son nom est également gravé sur le monument aux morts de la commune.